# João José Sinel de Cordes
João José Ludovice Sinel de Cordes ComTE • GCC • CvA • OA • ComA • GCA • MOCE • MV • MCC (Oeiras, Barcarena, Ribeira Abaixo, Quinta de Nossa Senhora da Conceição ou Quinta de Sinel de Cordes, 18 de Agosto de 1867 – Lisboa, São Jorge de Arroios, 29 de Janeiro de 1930) foi um militar e político português.

## Família
Filho de Baltasar António Sinel de Cordes (Lisboa, Santa Engrácia, Campo de Santa Clara, 14 de Agosto de 1829 – 11 de Janeiro de 1905), último Senhor do Morgado de Barcarena, da Quinta de Nossa Senhora da Conceição ou Quinta de Sinel de Cordes, onde foi morador com sua mulher, de ascendência Holandesa e Espanhola, e de sua mulher (Oeiras, Nossa Senhora da Purificação, Quinta do Jardim, Ermida de São João Baptista das casas de residência dela, 19 de Outubro de 1856) Maria Clementina Braamcamp Ludovice da Gama (Lisboa, Santa Isabel, Rua da Arrábida, 2 de Setembro de 1825 – 5 de Setembro de 1896), de ascendência Alemã, Italiana e Holandesa, bisneta de João Frederico Ludovice, Senhora da Quinta do Jardim em Laveiras, Oeiras. Tio paterno de Joaquim Sinel de Cordes.
O seu pai era da família Sinel de Cordes, a qual edificou e possuiu o Palácio Sinel de Cordes, em Lisboa, e era descendente de Simão de Cordes, irmão de Baltasar de Cordes, e 8.º neto de André Lopes Pinto de Vasconcelos, Juiz Desembargador da Casa da Suplicação, e de sua mulher D. Aldonza de Guzmán ou D. Aldonça de Gusmão, filha esta, dizem, bastarda de D. Gaspar Pérez de Guzmán y Gómez de Sandoval, 9.º Duque de Medina Sidonia, 7.º Marquês de Cazaza, 13.º Conde de Niebla e 14.º Senhor de Sanlúcar e irmão de D. Luísa de Gusmão (entre outros, trinetos de São Francisco de Borja, 5.ºs netos de Giovanni Borgia, 2.º Duque de Gandía e 1.º Duque de Sessa, tetranetos e 5.ºs netos de D. Alonso de Aragão, Arcebispo de Saragoça e Vice-Rei de Aragão, e 5.ºs e 6.ºs netos por bastardia de D. Fernando V & II, o Católico, Rei Consorte de Castela e Rei de Aragão), e de Ana Tello, Dama da Duquesa D. Juana Fernández de Córdoba y Enríquez de Ribera sua segunda mulher, e filha de Francisco Tello de León e de sua mulher, sendo irmã consanguínea de D. Frei Domingos de Gusmão, O.P., 15.º Bispo de Leiria (1677-1678), 11.º Arcebispo de Évora (1678-1689), primo-sobrinho distante de São Domingos de Gusmão.
Foi Senhor da Quinta do Jardim, em Laveiras, Oeiras, que lhe veio por sua mãe, pertencendo à família Ludovice da Gama, ainda se encontrando nas mãos da mesma, na pessoa de Maria Margarida Travassos Valdez Ludovice.

## Biografia

### Monarquia Constitucional
Assentou Praça como voluntário e alistou-se no Exército a 29 de Outubro de 1883, no Regimento N.º 2 de Caçadores da Rainha. Fez o Curso de Cavalaria da Escola do Exército. Foi promovido a Alferes a 10 de Janeiro de 1890 para o Regimento de Cavalaria N.º 2 de Lanceiros d'El-Rei, por estar habilitado com o Curso de Estudos para o Corpo do Estado-Maior do Exército. A 31 de Março de 1892 foi promovido a Tenente.
Casou a 2 de Setembro de 1893 na Capela de Nossa Senhora da Conceição da Quinta de Nossa Senhora da Conceição, Ribeira Abaixo, Barcarena, Oeiras, com sua prima em 2.º grau Maria da Conceição Laroche Barbosa Martins Ludovice (Lisboa, São Vicente de Fora ou São Vicente, São Tomé e Salvador, c. 1870 - ?), filha de João António Laroche Martins Ludovice (Lisboa, Salvador ou Santa Engrácia, c. 1831 – 1889), de ascendência Alemã, Italiana e Francesa e bisneto de João Frederico Ludovice, e de sua mulher Maria da Conceição Barbosa de Araújo Simões (Lisboa, Santa Catarina - ?), Proprietários da Quinta de Alfarrobeira, em Benfica, Lisboa, de quem não teve descendência.
Foi nomeado Vogal da Comissão encarregada de remodelar as instruções dos exercícios de quadros a 5 de Abril de 1894. Dois anos depois, em 1894, foi nomeado Ajudante-de-Campo do General-Comandante do Grupo do Estado-Maior do Exército, tendo deixado este cargo em 1896. A 29 de Setembro de 1897 foi promovido a Capitão para o Corpo do Estado-Maior. Em 1899 foi eleito pela primeira vez para a Câmara dos Deputados do Reino de Portugal, tendo sido Deputado às Cortes na Sessão Legislativa da Legislatura de 1900, tendo participado em Comissões em 1900 e em 1901 e tido intervenções a 8 e 10 de Janeiro, a 1 de Fevereiro, a 26 de Março, a 20, 23, 26, 27 e 28 de Abril, a 11 e 16 de Maio e a 2 de Junho de 1900 e a 20 de Março de 1901. Como Capitão do Serviço do Estado-Maior foi feito Cavaleiro da Real Ordem Militar de São Bento de Avis a 1 de Janeiro de 1901 (Ordem do Exército, 1901, 2.ª Série, N.º 1, p. 3). Foi eleito novamente Deputado na Legislatura de 1905-1906, tendo participado em duas Comissões em 1905 e tido intervenções a 12, 14 e 26 de Abril, a 5 de Maio, a 23 e 29 de Agosto de 1905. Foi Chefe da Repartição do Recrutamento e Reserva a 8 de Janeiro de 1906 e Chefe Interino da Repartição do Gabinete do Ministro da Guerra. Foi elevado a Oficial da Real Ordem Militar de São Bento de Avis a 28 de Setembro de 1906 (Ordem do Exército, 1906, 2.ª Série, N.º 27, p. 363). Foi, ainda, feito Oficial da Ordem de Leopoldo I da Bélgica (Ordem do Exército, 1906, 2.ª Série, N.º 18, p. 211), e agraciado com a Cruz de 1.ª Classe da Ordem do Mérito Militar de Espanha (Ordem do Exército, 1906, 2.ª Série, N.º 10, p. 111). A 28 de Outubro de 1907 foi promovido a Capitão de 1.ª Classe. Foi também eleito Deputado na Legislatura de 1908-1910, tendo participado em duas Comissões em 1908 e uma Comissão em 1909 e tido intervenções a 6 de Junho e a 8 de Julho de 1908, a 6, 8, 9, 10, 12, 13, 15, 16, 17, 20, 22, 23, 24, 26, 27 e 29 de Março, a 14, 16, 17, 19, 20, 21, 23, 24, 27, 28 e 30 de Abril, a 1 de Maio, a 19, 21, 24, 26, 27, 28 e 30 de Julho, a 2, 3, 4, 6, 7, 10, 11, 14, 16, 20, 21, 23, 25, 27, 30 e 31 de Agosto, a 1, 3, 4, 6, 7, 9, 10 e 11 de Setembro de 1909 e a 7, 8, 9, 11, 12, 14, 15 e 16 de Março, a 5, 6, 8, 9, 11, 12, 13, 14, 15, 16, 18, 19 e 22 de Abril e a 1, 6, 8 e 11 de Junho de 1910.

### Primeira República
A 8 de Junho ou a 29 de Junho de 1911 foi promovido a Major. A 26 de Agosto de 1913 foi designado Chefe do Estado-Maior da 4.ª Divisão do Exército, para a 25 de Outubro de 1913 ser nomeado Comandante do Regimento de Infantaria N.º 11. Em 1914 e 1915 esteve como Instrutor da Escola Central de Oficiais, para em Novembro de 1915 passar a comandar o Regimento de Cavalaria N.º 5. Promovido a Tenente-Coronel para o Serviço do Corpo do Estado-Maior a 13 de Novembro de 1915, foi Chefe do Estado-Maior da 1.ª Divisão do Exército desde 31 de Março de 1916 e elevado ao posto de Coronel por Decreto de 17 de Setembro de 1917, tendo sido a 28 de Fevereiro de 1918 e até 26 de Abril de 1919 nomeado Chefe do Estado-Maior do Corpo Expedicionário Português em França na Primeira Guerra Mundial, sendo, entretanto, agraciado com a Medalha Comemorativa da Campanha França, 1917-1918, elevado a Comendador da Ordem Militar de São Bento de Avis a 15 de Fevereiro de 1919, lugar em que permaneceu até 26 de Abril de 1919. Foi feito Comendador da Antiga e Muito Nobre Ordem Militar da Torre e Espada, do Valor, Lealdade e Mérito a 10 de Julho de 1920, Cavaleiro-Comendador Honorário da Distintíssima Ordem de São Miguel e São Jorge da Grã-Bretanha e Irlanda, que lhe foi imposta pelo Rei Jorge V, e Oficial da Ordem Nacional da Legião de Honra de França. Foi promovido a General por escolha a 4 de Junho de 1921. Em 1921 e 1922 desempenhou a função de Presidente da Comissão de Organização dos destacamentos militares reunidos na Amadora, sendo Secretário às suas ordens Raul Frederico Rato. A 8 de Setembro de 1923 e até 13 de Dezembro de 1924 foi nomeado Quartel-Mestre-General do Exército, tendo exercido simultaneamente diversos cargos nas Comissões de aperfeiçoamento do material de guerra, encarregando-se dos serviços aeronáuticos. Foi elevado a Grã-Cruz da Ordem Militar de São Bento de Avis a 5 de Outubro de 1922 e era agraciado e possuía a Medalha de Ouro de Comportamento Exemplar, a Medalha de Benemerência da Cruz Vermelha Portuguesa, a Medalha da Vitória, etc. O seu nome só voltou a ser pronunciado na vida política da Nação quando se deu a Revolta de 18 de Abril, movimento revolucionário de que foi um dos Chefes. Os dois, Sinel de Cordes e Gomes da Costa, lideraram um Golpe Militar a 18 de Abril de 1925, pelo que esteve afastado do serviço de 6 de Maio a 14 de Novembro desse ano.

### Ditadura Militar
A 28 de Maio de 1926, juntamente com o General Gomes da Costa, o General Carmona, o General Alves Roçadas e o Almirante Mendes Cabeçadas, organizou o Golpe de Estado conhecido pelo «28 de Maio». Por Decreto de 4 de Junho de 1926 atingiu o posto de General, tendo desempenhado várias vezes os cargos de Vogal e de Presidente do Júri de Exames para General. Chegou ao posto de General do Estado-Maior de Cavalaria do Exército Português. Depois do Movimento de 28 de Maio foi escolhido para gerir a pasta das Finanças por três vezes, incluindo como Interino, após o Movimento. Foi nomeado 73.º Ministro das Finanças, durante a Ditadura Militar, a 9 de Julho de 1926. A 25 de Setembro de 1926 foi também nomeado Chefe do Estado-Maior do Exército, cargo que exerceu até 1 de Dezembro de 1928. Negociou com a Sociedade das Nações, um empréstimo a Portugal, no valor de 12 milhões de libras esterlinas, para evitar a bancarrota. A 30 de Junho de 1927, como Presidente da Comissão encarregada de remodelar o sistema fiscal, António de Oliveira Salazar entrega o relatório da situação e dez projectos de reforma de contribuições e impostos. O Ministro das Finanças Sinel de Cordes, recusa as propostas. Foi novamente nomeado 76.º Ministro das Finanças a 19 de Dezembro de 1927, também durante a Ditadura Militar. A 3 de Janeiro de 1928, em artigo publicado no diário Católico "Novidades", Oliveira Salazar critica duramente a política do Ministro das Finanças Sinel de Cordes, a propósito dum avultado empréstimo internacional contraído pelo governo sem prévio restabelecimento do equilíbrio orçamental.

### Ditadura Nacional
Durante a Ditadura Nacional, foi nomeado 79.º Ministro das Finanças a 7 de Abril de 1928, onde se manteve até 18 de Abril de 1928, sucedendo-lhe o Prof. Oliveira Salazar. Deixou as Finanças Públicas da Ditadura Militar num estado deplorável, situação com que teve de se defrontar o Ministro que lhe sucedeu em 1928, Salazar. Foi agraciado com a Grã-Cruz da Ordem Militar de Nosso Senhor Jesus Cristo a 25 de Abril de 1928. A 27 de Julho de 1929 foi nomeado Director da Aeronáutica Militar. Além destas missões, exerceu os lugares de Presidente do Conselho Superior de Disciplina do Exército, que desempenhou até ao seu falecimento, Vice-Governador do Banco Nacional Ultramarino, por parte do Governo, e Vice-Presidente do Conselho do Ar, no qual participou do movimento a favor do estudo das linha aéreas portuguesas. Foi, ainda, Vice-Presidente da Câmara Municipal de Oeiras.
Por morte dos pais foi-lhe adjudicado, entre outros bens, o Jazigo da sua família N.º 827, Rua 1, do Cemitério dos Prazeres, onde se encontra sepultado.

### Homenagens
Teve três Ruas com o seu nome: a Rua Sinel de Cordes (hoje Rua Alves Redol), em São João de Deus, Lisboa, a Rua Sinel de Cordes (hoje Rua Afonso de Albuquerque), na Venteira, Amadora, e a Rua General Sinel de Cordes, em Barcarena, Oeiras.